# Надержинщина
Надержинщина (укр. Надержинщина) — село, Надержинщинский сельский совет, Полтавский район, Полтавская область, Украина.
Код КОАТУУ — 5324083501. Население по переписи 2001 года составляло 194 человека.
Является административным центром Надержинщинского сельского совета, в который, кроме того, входят сёла
Божковское,
Забаряны,
Кованьковка и
Шилы.

## Географическое положение
Село Надержинщина находится на левом берегу реки Свинковка,выше по течению на расстоянии в 2,5 км расположено село Шилы,ниже по течению на расстоянии в 1 км расположено село Бруновка, на противоположном берегу — село Кованьковка.
Через село проходит автомобильная дорога Т-1707.

## История
Село впервые упоминается в исторических источниках конца XIX века. Согласно переписи 1885 года, во владельческом селе насчитывалось 10 хозяйств и 65 жителей — 30 мужчин и 35 женщин.
По данным переписи 1900 года, в хуторе Надержинщина (вместе с Кованьковкой и Бруновкой) Руновщанской волости Полтавского уезда действовала Кованьковская сельская община крестьян-собственников; насчитывалось 78 хозяйств и 668 жителей.
В 1910 году в хуторе было 9 хозяйств и 60 жителей, а в 1926 году — 23 хозяйства и 101 житель.
Во время Великой Отечественной войны село было оккупировано нацистскими войсками с 21 октября 1941 года по 23 октября 1943 года. На фронтах погибло 165 жителей села.
12 июня 2020 года, согласно распоряжению Кабинета Министров Украины № 721-р «О определении административных центров и утверждении территорий территориальных громад Полтавской области», село вошло в состав Новосёловской сельской громады.
19 июля 2020 года, в результате административно-территориальной реформы и ликвидации Полтавского района (1925–2020), село вошло в состав новообразованного Полтавского района.